# Auguste Franchomme
Auguste o August Franchomme (10 de abril de 1808 - 21 de enero de 1884), fue un músico francés, violonchelista y compositor para ese instrumento.

## Biografía
Nació en Lille. Inició sus estudios de chelo con M. Más y Pierre Baumann, y continuó en el Conservatorio de París con Jean Henri Levasseur y después con Louis Pierre Norblin. En 1825, el primer año de sus estudios, Franchomme ya había obtenido el primer premio. Combinó durante varios años la actividad de concertista, sobre todo en París con la participación en orquestas como la Ópera de París, el Teatro Italiano, la Sociedad de Conciertos, la Capilla Real de París, etc.
Fue miembro fundador de la Société des Concerts du Conservatoire de París, y del Alard Quartet, junto al violinista Delphin Alard y el pianista Charles Hallé, con los que realiza numerosos conciertos de música de cámara. Un contemporáneo caracterizó su ejecución así: "Tono encantador, mucha gracia y expresión en la manera de cantar y rara pureza en la afinación - esto es lo que distingue a este artista." Por otro lado, se le reprochó el no tocar con suficiente ardor, pero fue unánime el elogio de su canto expresivo. 
En 1846 sucede a Norblin como primer profesor del chelo en el conservatorio de París. Jules Delsart, Víctor Mirecki, Louis Hegyesi y Ernest Gillet están entre sus alumnos. 
En París, Franchomme hizo amistad con Felix Mendelssohn pero sobre todo con Frédéric Chopin, amigo íntimo con quien frecuentemente tocó; el compositor polaco le dedicó un Gran Dúo Concertante sobre temas de la ópera Robert le diable de Giacomo Meyerbeer (1832). También dedicó su Sonata para cello y piano de 1845-1846 a "mi amigo Franchomme". En la copia del chelista conservada en la Biblioteca nacional de Francia, una nota advierte que la parte del chelo fue escrita por Franchomme dictada por el propio Chopin. Franchomme también reescribió la parte del violonchelo de la Introduction et Polonaise Brillante Op. 3. 
El 16 de febrero de 1848, poco antes de la revolución, Franchomme y Delfino Alard participaron en un concierto con Chopin en el Salón Pleyel. En dicho programa se presentó la Sonata para cello de Chopin y un trío de Mozart. Aquel sería el último concierto de Chopin. 20 meses más tarde, en el deceso de Chopin, le acompañaría en su lecho de muerte y éste le pediría que tocara a Mozart en su memoria. 
Participó con frecuencia en los conciertos con los músicos rusos que llegaban a París. El 14 de abril de 1840, en un concierto con el violinista Nikolay Dmitriev-Svetchin, Franchomme interpretó sus Tema y Variaciones. En el concierto con el joven Antón Rubinstein el 23 de mayo de 1841 en la Sala Pleyel, tocó su Fantasía. También participó en cuartetos de cuerda. Murió en París.

## Obra
Es reconocido como el mayor violonchelista francés de su tiempo: la técnica de Franchomme es elegante, suave, desarrollando el ligero movimiento "francés" del arco, inventado por Duport, combinando con una hábil mano izquierda, exacta, que logra una gran expresividad. En la fijación de su técnica desempeña un papel fundamental el gran violonchelo Stradivarius de 1711, que compra en 1843 al hijo de Duport por 22.000 francos (este instrumento fue adquirido por Mstislav Rostropóvich en 1974). Como compositor, destaca en su obra un Concerto para violonchelo, numerosos solos de violonchelo (para ser acompañados con gran orquesta, grupo de cámara o piano), 12 estudios, op. 35 y 12 Caprichos, op. 7, con segundo violonchelo ad lib.

## Fuente
- http://www.cello.org/heaven/bios/parisian/parisian.htm#LetterB Archivado el 18 de abril de 2009 en Wayback Machine.